# جرين الجوالب (السبرة)

تعديل مصدري - تعديل

جرين الجوالب محلة تابعة لقرية ذي جرادة، التابعة لعزلة مطاية بمديرية السبرة إحدى مديريات محافظة إب في الجمهورية اليمنية.، بلغ تعداد سكانها 60 حسب تعداد اليمن لعام 2004.